# الصبط

تعديل مصدري - تعديل

الصبط هي إحدى حارات حي الظهار بمدينة إب اليمنية، بلغ تعداد سكانها 7954 نسمة حسب تعداد اليمن لعام 2004.